# Aristobule II
Pour les articles homonymes, voir Aristobule.
Aristobule II est un roi de Judée de la dynastie hasmonéenne. Fils d'Alexandre Jannée, il détrône son frère Hyrcan II, et devient roi de Judée en l'an 70 av. J.-C.

## Biographie
Sa vie peut être reconstituée à partir des Antiquités juives de Flavius Josèphe. Notons que Flavius Josèphe n'est pas une source totalement fiable et que, pour composer son histoire des Juifs, il s'est lui-même appuyé sur d'autres ouvrages historiques (perdus pour certains). Les éléments qu'il rapporte sont donc à prendre avec beaucoup de prudence.
À la mort de sa mère, Salomé Alexandra, en 67 av. J.-C., Aristobule entre en conflit pour le trône de Judée avec son frère Hyrcan II. Hyrcan est défait près de Jéricho puis se réfugie dans la forteresse du Temple. Les deux frères font la paix : Aristobule sera roi tandis qu’Hyrcan se contente du titre de « frère du roi ». Mais l’homme fort du parti d’Hyrcan, le gouverneur de l’Idumée Antipater, n’accepte pas cet accord. Il entraîne Hyrcan à Pétra auprès d’Arétas III de Nabatène qui lui confie une armée. Aristobule est vaincu et s’enferme dans Jérusalem. Le général romain Scaurus fait alors lever le siège de Jérusalem. Arétas se retire à Philadelphie et Aristobule peut battre les partisans d’Hyrcan à Papyron.
Délivré par les Romains qu'il avait appelés à son secours, il ne tarde pas à entrer en conflit avec eux. Assiégé dans l'Alexandrion puis dans Jérusalem par Pompée, il est pris après une longue résistance en -63, et envoyé captif à Rome.
Il parvient à s'enfuir en -57, essaye de soulever de nouveau la Judée, mais est vaincu et pris une seconde fois. En -49, Jules César le libère pour l'envoyer en Syrie avec deux légions et empêcher Pompée de mobiliser des troupes. Mais les partisans de Pompée empoisonnent Aristobule. Marc Antoine fit plus tard envoyer sa dépouille en Judée, où il reçoit des funérailles royales.
Un de ses fils, Jonathan Alexandre II, est décapité à Antioche par ordre de Pompée en 49 av. J.-C., alors que sa fille, prénommée Alexandra prend pour époux Philippion, fils du tétrarque Ptolémée de Chalcis (Ptolémée fils de Mennaios).
Son autre fils, Antigone Mattathiah, sera le dernier roi hasmonéen.

## Source
- Flavius Josèphe, Antiquités Juives, livre XIV, I à VII